# Мастернак, Матеуш
Матеуш Мастернак (пол. Mateusz Masternak, род. 2 мая 1987, Вроцлав, Польша) — польский боксёр-профессионал, выступающий в первой тяжёлой весовой категории.
Среди профессионалов  бывший чемпион по версии IBF Inter-Continental (2021—2023), чемпион Европы по версиям WBO European (2018) и EBU (2012—2013) в 1-м тяжёлом весе.

## Любительская карьера
На любительском ринге Мастернак провёл 70 поединков, 61 из которых выиграл.
В 2005 году Мастернак завоевал золото на чемпионате страны среди юниоров. На юношеском чемпионате Европы, проиграл в четвертьфинале.
В 2005 году завоевал бронзу на взрослом чемпионате Польши, а в 2006 году, завоевал серебро.

## Профессиональная карьера
Матеуш дебютировал на профессиональном ринге в июне 2006 года. Долгое время проводил низкорейтинговые поединки.
В сентябре 2008 года, Мастернак нокаутировал немца, Алекса Могилевски (8-1), и завоевал временный титул молодёжного чемпиона мира по версии WBC в первом тяжёлом весе.
24 сентября 2009 года в Лодзе, непобеждённый Матеуш Мастернак, вышел на ринг с непобеждённым соотечественником Лукашем Яником. Мастернак нокаутировал своего соотечественника в 5-м раунде. Данный поединок был главным событием андерката двух польских топ-боксёров, Томаша Адамека и Анджея Голоты.
В декабре 2009 года, Мастернак защитил титул против американца, Джеймесона Бостика. В марте 2010 года, поляк нокаутировал в 8-м раунде француза Фаисала Аррами.
В июне 2010 года, Мастернак вышел на ринг с непобеждённым боксёром из Грузии, Левана Джомардашвили (20-0). Матеуш нокаутировал Левана в 5-м раунде, и в очередной раз защитил титул молодёжного чемпиона мира.
10 сентября 2011 года нокаутировал в третьем раунде американца, Карла Дэвиса.
Мастернак продолжал побеждать своих опытных оппонентов, преимущественно нокаутом. В сентябре 2012 года, Мастернак вышел на ринг против непобеждённого испанского боксёра, Дэвидом Кинонеро (27-0). Поляк доминировал весь бой, и рефери прекратил одностороннее избиение в 8-м раунде. Поляк вновь уверенно победил, и высоко поднялся в рейтингах.
15 декабря 2012 года победил по очкам финского боксёра, Юхо Хаапойю и завоевал вакантный титул чемпиона Европы по версии EBU.
5 октября 2013 года в Москве, потерпел первое поражение на профессиональном ринге, проиграл титул EBU нокаутом, российскому боксёру, Григорию Дрозду.
21 июня 2014 года проиграл раздельным решением судей бой Йоуре Каленге за титул временного чемпиона мира по версии WBA.
12 декабря 2015 года проиграл по очкам британцу, Тони Белью и не смог завоевать вакантный титул чемпиона Европы по версии EBU.
26 июня 2020 года в Кельце (Польша) Матеуш Мастернак единогласным решением судей (счёт: 79-72 и дважды 80-71) уверенно победил украинского гейткипера Сергея Радченко. Бой прошёл всю дистанцию, но конкурентным был только в стартовых раундах. Мастернак брал своё за счёт скорости, разбивал защиту украинца джебом, работал по этажам. В 5-м раунде после пропущенного боди-панча Радченко оказался на канвасе, но восстановился и сумел продержаться до финального гонга. Правда этот бой не будет включён в официальную статистику боксёров, так как де-юре он был ярмарочным, потому что Мастернак претендует на участие в Олимпиаде 2021 года в Токио (Япония).
29 октября 2022 года в Закопане (Польша) единогласным решением судей (счёт: 110-117, 109-118, 108-119) победил непобеждённого австралийца Джейсона Уотли, и завоевал статус обязательного претендента на титул чемпиона мира по версии IBF в 1-м тяжёлом весе.
10 декабря 2023 года в Борнмуте (Англия) проиграл техническим нокаутом чемпиону мира по версии WBO в первом тяжелом, весе британцу Крису Биллам-Смиту.
20 апреля 2024 года во Вроцлаве (Польша) победил техническим нокаутом в 8-м раунде французского боксёра Жан-Жака Оливье.

## Статистика профессиональных боёв
В таблице перечислены результаты всех поединков боксёров.
В каждой строке указан результат поединка. Дополнительно номер поединка обозначен цветом, который обозначает итог поединка. Расшифровка обозначений и цветов представлена в нижеследующей таблице.
| Пример | Расшифровка                     |
| ------ | ------------------------------- |
|        | Победа                          |
|        | Ничья                           |
|        | Поражение                       |
|        | Планируемый поединок            |
|        | Поединок признан несостоявшимся |
| КО     | Нокаут                          |
| ТКО    | Технический нокаут              |
| PTS    | Решение судей (по очкам)        |
| UD     | Единогласное решение судей      |
| MD     | Решение большинства судей       |
| SD     | Раздельное решение судей        |
| RTD    | Отказ от продолжения боя        |
| DQ     | Дисквалификация                 |
| NC     | Поединок признан несостоявшимся |

| 54 поединка, 48 побед (32 нокаутом), 6 поражений. | 54 поединка, 48 побед (32 нокаутом), 6 поражений. | 54 поединка, 48 побед (32 нокаутом), 6 поражений. | 54 поединка, 48 побед (32 нокаутом), 6 поражений. | 54 поединка, 48 побед (32 нокаутом), 6 поражений.         | 54 поединка, 48 побед (32 нокаутом), 6 поражений. | 54 поединка, 48 побед (32 нокаутом), 6 поражений.                                                                                         |
| Бой                                               | Рекорд                                            | Дата боя                                          | Соперник                                          | Место проведения боя                                      | Результат                                         | Дополнительно |
| ------------------------------------------------- | ------------------------------------------------- | ------------------------------------------------- | ------------------------------------------------- | --------------------------------------------------------- | ------------------------------------------------- | --- |
| 54                                                | 48-6                                              | 20 апреля 2024                                    | Жан-Жак Оливье (15-2-2)                           | KGHM Sleza Arena, Вроцлав, Польша                         | TKO 8 (10), 1:23                                  | Счёт судей в момент остановки боя: 68-65, 68-65, 67-66.                                                                                   |
| 53                                                | 47-6                                              | 10 декабря 2023                                   | Крис Биллам-Смит (18-1)                           | Bournemouth International Centre, Борнмут, Великобритания | RTD 8 (12), 0:02                                  | Бой за титул чемпиона мира по версии WBO (1-я защита Биллам-Смита) в 1-м тяжёлом весе.                                                    |
| 52                                                | 47-5                                              | 29 октября 2022                                   | Джейсон Уотли (10-0)                              | Nosalowy Dwór, Закопане, Польша                           | UD 12                                             | Завоевал статус обязательного претендента на титул чемпиона мира по версии IBF в 1-м тяжёлом весе. Счёт судей: 119-108, 118-109, 117-110. |
| 51                                                | 46-5                                              | 23 октября 2021                                   | Арменд Ходжай (12-1)                              | Nosalowy Dwór, Закопане, Польша                           | TKO 4 (8), 2:02                                   | |
| 50                                                | 45-5                                              | 28 августа 2021                                   | Фелипе Нсу (4-1-1)                                | Amfiteatr nad Jeziorem Czos, Мронгово, Польша             | KO 3 (8), 1:16                                    | |
| 49                                                | 44-5                                              | 30 мая 2021                                       | Адам Бальский (15-0)                              | Hala na Podpromiu, Жешув, Польша                          | UD 10                                             | Завоевал вакантный титул чемпиона по версии IBF Inter-Continental в 1-м тяжёлом весе. Счёт судей: 98-92, 99-91 (дважды).                  |
| 48                                                | 43-5                                              | 4 декабря 2020                                    | Хосе Грегорио Ульрих (17-3)                       | DoubleTree by Hilton Hotel, Лодзь, Польша                 | TKO 7 (10), 0:23                                  | |
| 47                                                | 42-5                                              | 19 сентября 2020                                  | Тейлор Мабика (19-5-2)                            | Arena Jaskolka, Тарнув, Польша                            | UD 10                                             | Счёт судей: 99-91, 100-90, 100-90. |
| 46                                                | 41-5                                              | 20 октября 2018                                   | Юниэль Дортикос (22-1)                            | CFE Arena, Орландо, Флорида, США                          | UD 12                                             | Четвертьфинал турнира WBSS 2. Счёт судей: 112-116, 113-115 (дважды).                                                                      |
| 45                                                | 41-4                                              | 21 апреля 2018                                    | Йоури Каленга (23-4)                              | Hala Sportowa, Ченстохова, Польша                         | RTD 6 (12), 3:00                                  | Завоевал вакантный титул чемпиона Европы по версии WBO European в 1-м тяжёлом весе.                                                       |
| 44                                                | 40-4                                              | 21 октября 2017                                   | Стивенс Бужай (16-1-1)                            | Пруденшал-центр, Ньюарк, Нью-Джерси, США                  | RTD 7 (10), 3:00                                  | |
| 43                                                | 39-4                                              | 24 июня 2017                                      | Исмаил Силлах (25-3)                              | Ergo Arena, Гданьск, Польша                               | UD 10                                             | Счёт судей: 96-92, 95-93 (дважды). |
| 42                                                | 38-4                                              | 4 марта 2017                                      | Александр Кубич (9-2)                             | OSiR Hal, Дзержонюв, Польша                               | UD 8                                              | Счёт судей: 78-74, 80-72 (дважды). |
| 41                                                | 37-4                                              | 2 апреля 2016                                     | Эрик Филдс (24-3)                                 | Tauron Arena, Краков, Польша                              | UD 10                                             | Счёт судей: 99-91, 100-90 (дважды). |
| 40                                                | 36-4                                              | 12 декабря 2015                                   | Тони Беллью (25-2-1)                              | O2 Арена, Лондон, Великобритания                          | UD 12                                             | Бой за вакантный титул чемпиона Европы по версии EBU в первом тяжёлом весе. Счёт судей: 113-115, 112-115 (дважды).                        |
| Бой                                               | Рекорд                                            | Дата боя                                          | Соперник                                          | Место проведения боя                                      | Результат                                         | Дополнительно |